# Operation Pluto
 For alternative betydninger, se Pluto.
Operation Pluto (Pipe-Lines Under The Ocean) var en britisk operation under 2. Verdenskrig, som drejede sig om at udlægge olierørledninger under Den engelske kanal mellem England og Frankrig. Planen blev udviklet af Arthur Hartley, den ledende ingeniør i Anglo-Iranian Oil Company. De allierede styrker, som blev landsat i Frankrig havde brug for enorme mængder brændstof. Rørledninger blev anset for nødvendige for at undgå afhængighed af tankskibe, som kunne forsinkes af dårligt vejr og var udsat for angreb fra tyske undervandsbåde, samtidig med at der var brug for dem i Stillehavskrigen. Geoffrey William Lloyd, ministeren med ansvar for olie, mødte admiral Louis Mountbatten, lederen af Combined Operations, der havde ansvaret for dette operationsområde i 1942 og derpå bestyrelsesformanden for Anglo-Iranian. Hartleys ide om at bruge tilpassede undersøiske telefonkabler blev herefter godkendt.

## Udvikling
Der blev udviklet to typer rørledning: det fleksible HAIS rør med 75 mm diameter blykerne, som vejede omkring 30 tons/km, var grundlæggende udviklet af Siemens Brothers (i samarbejde med National Physical Laboratory) ud fra deres eksisterende undersøiske telegrafkabler og kendt som HAIS fra Hartley-Anglo-Iranian-Siemens.
Den anden type var et knap så fleksibelt stålrør af samme diameter, udviklet af ingeniører fra Iraq Petroleum Company og Burmah Oil Company, kendt som HAMEL der var en sammentrækning af de to ledende ingeniørers efternavne, H.A. Hammick and B.J. Ellis. Det viste sig ved afprøvning at det var bedst at bruge HAMEL røret med afslutninger af HAIS rør i begge ender af rørledningen. På grund af HAMEL-rørenes stivhed blev der udviklet et særligt apparat med kodenavnet The ConunDrum (billede).
De første prototyper blev afprøvet i maj 1942 (under floden Medway) og i juni på dybt vand over Firth of Clyde, inden de blev sat i produktion. På grund af begrænset produktionskapacitet i Storbritannien blev noget HAIS rør også fremstillet i De Forenede Stater.
I juni 1942 udlagde postvæsenets kabelskib Iris længder af såvel Siemens’ og Henleys kabler i Clyde. Begge rørlinjer fungerede helt efter hensigten og Pipeline Under the Ocean, PLUTO, blev formelt optaget i planerne for invasionen af Europa. Projektet blev vurderet til at være af strategisk vigtighed, taktisk fordelagtigt og set fra et industrielt synspunkt anstrengende.
Afprøvningerne ved Clyde viste at det var nødvendigt til stadighed at opretholde et tryk på omkring 7 bar i rørledningen, selv under fremstillingen. Eksisterende kabelskibe var ikke store nok, og deres laste- og udlægningsudstyr var ikke tilstrækkeligt kraftigt og robust. Som følge heraf blev en række fragtskibe ombygget til rørudlægning ved at fjerne det indre af lastrummene og bygge store cylindriske ståltanke i stedet samt montere særligt grej til at hale rørene frem med og styre dem på rette vej. Det var firmaet Johnson and Phillips, som Olie-krigs afdelingen henvendte sig til for at få specialudstyr til at håndtere og lægge rørledningerne. Da rørene ikke kunne bøjes til en smallere radius end 1,5 meter blev der fremstillet en ny tromle med 3 meters diameter og forskelligt andet udstyr, som blev monteret på HMS Holdfast.
Produktion i fuld skala af de 5 cm tykke rør begyndte den 14. august 1942, og seks uger senere blev 48 km lastet på HMS Holdfast under kommando af kommandørkaptajnTreby-Heale OBE, RNR, hvor de skulle anvendes til en øvelse i fuld skala af Operation PLUTO. Denne øvelse foregik mellem 26. december og 30. december, hvor de 48 km rør blev udlagt over Bristol kanalen i meget dårligt vejr, og afslutningerne i land blev koblet op i Swansea og Ilfracombe. Operationen blev overvåget af Mr. Hartley (Anglo-Iranian Oil), Mr. Tombs (Anglo-Iranian Oil), Mr. Colby (Iraq Petroleum), Mr. Betson (postvæsenet), Commander Hardy (admiralitetet) og Mr. Whitehead OBE (Johnson and Phillips), som havde konstrueret udstyret til at håndtere rørledningen med.
Prøven var en succes i en sådan grad, at det blev overvejet at bruge 75 mm rør i stedet for 50 mm. Dette reducerede antallet af rørledninger der ville være nødvendige for at pumpe den planlagte mængde benzin over Kanalen. Denne beslutning nødvendiggjorde yderligere ændringer og tilføjelser til rørlægningsudstyret. Yderligere to skibe blev rigget til – HMS Sancroft og HMS Latimer, som begge kunne håndtere 160 km 7,5 cm rør med en vægt på omkring 6.000 tons.
Rørledningen over Bristol Channel blev brugt til at forsyne dele af Devon og Cornwall i det følgende år, hvor personnel fra hæren blev trænet i at anvende benzinpumpeudstyr som forberedelse til invasionen i Normandiet.
Johnson and Phillips blev bedt om at sørge for lagerplads i East India og Surrey Commercial Docks. Disse stedet blev fremskaffet og udstyret med runde stålbroer med kraner oven over, som var opstillet på en sådan måde, at rørene kunne føres fra et skibs tanke.

## Placering
Efter afprøvning af en 83 km lang HAIS rørledning mellem Swansea i Wales og Watermouth i North Devon blev den første ledning til Frankrig lagt den 12. august 1944 over de 130 km fra Shanklin Chine på Isle of Wight gennem Den engelske kanal til Cherbourg. Yderligere et HAIS rør og to HAMEL rør fulgte. Da kampene rykkede tættere på Tyskland blev 17 andre rør (11 HAIS og 6 HAMEL) udlagt fra Dungeness til Ambleteuse i Pas-de-Calais.
PLUTO rørledningerne var forbundet med pumpestationer langs den engelske kyst, som var skjult i forskellige uskyldigt udseende bygninger, herunder hytter og garager. Selv om de var ubeboede var det meningen at de skulle dække over bygningernes egentlige formål. I England blev PLUTO rørledningerne forsynet fra et 1.600 km langt netværk af rørledninger, som blev etableret om natten for at undgå at de blev opdaget ved rekognosceringsflyvninger. Olien blev transporteret fra havne såsom Liverpool og Bristol. I Nordvesteuropa blev rørledningerne forlænget efterhånden som tropperne rykkede frem, og nåede til sidst helt til Rhinen.
I januar 1945 pumpedes der dagligt 305 tons brændstof til Frankrig, hvilket blev forøget til det tidobbelte i marts og nåede til sidst op på 4.000 tons daglig. I alt blev der overført 781.000 m³ benzin til de allierede styrker i Europa indtil krigens slutning, hvilket sikrede en kritisk forsyning af brændstof indtil mere permanente metoder kunne bringes til anvendelse, selv om rørledningerne forblev i drift i nogen tid herefter.
Dumbo var kodenavnet for rørledningen som forløb over Romney Marsh til Dungeness og derpå over Den engelske kanal til Frankrig. Rørledningens rute kan følges på forskellige steder på Romney March. Der hvor rørledningen krydsede grøfter forløb den over jorden i en betonforing. Adskillige af disse findes stadig.
Sammen med Mulberry-havnene, der blev bygget straks efter D-dag, anses operation PLUTO for at være en af de historiens største bedrifter indenfor militær ingeniørkunst. Rørledningerne var også forløbere for alle fleksible rør, der anvendes ved udvikling af oliefelter til søs.

## På film
I 1994 sponserede Midland Bank (der nu er en del af HSBC) en sort-hvid film som rummede en forbløffende mængde historiske arkivoptagelser, der viste hele historien om og bygningen af PLUTO projektet, HAIS rørene og "Conundrum" spolerne. Den omtaler kodenavnene Bambi, Watson, Dumbo Near, Dumbo Far og andre navne på terminaler. Den viser hvorledes HAIS røret blev fremstillet og forøget i diameter fra 5 til 7,5 cm. Da invasionen blev flyttet pipe fra Calais til Normandiet, voksede længden af rørene til omkring 110 km, og filmen viser hvordan den amerikanske rørindustri blev involveret i fremstillingen af den ekstra mængde HAIS rør.
Filmen kan ses på et lille museum ved Shanklin Chine på Isle of Wight, en af Pluto terminalerne, hvor der også er en masse andre memorabilia, bøger og fotografier. En af de oprindelige pumper, der blev brugt på Isle of Wight er bevaret på Bembridge Heritage Centre.
En film med titlen Operation Pluto, som blev produceret af det tidligere ministerium for brændstof og kraft ligger i British Film Institutes arkiver. Denne film var en del af en række film, som blev vist på East Carlton Park steel heritage centre i Northamptonshire i mange år.

## Yderligere læsning
- Sir Donald Banks, (1955). Flame of Britain. Sampson Low, Marston & Co. Ltd.
- (N/A) (2002). "PLUTO: Pipeline under the Ocean", I: After The Battle, 116, p. 2–27. ISSN 0306-154-X.
- Taylor, W. Brian, (2004). "PLUTO—Pipeline under the Ocean", I: Archive: The Quarterly Journal for British Industrial and Transport History, 42, p. 48–64. [[ISSN|ISSN 1352-7991]].
- Scott, J.D (1958). "An Essay in the History of Industry", Weidenfeld and Nicolson.
- Brooks, C. (1950). "History of, A Romance of Seventy-Five Years", Privat udgivelse.